# Mali lev (ozvezdje)
Mali lev (latinsko Leo Minor) je ozvezdje severne nebesne poloble in eno od 88 sodobnih ozvezdij, ki jih je priznala Mednarodna astronomska zveza. Ni bilo med Ptolemejevimi 48-timi ozvezdji. je zelo majhno ozvezdje in ga komaj prepoznamo v obliki trikotnika. Leži med značilnimi in lahko opazljivima ozvezdjima Veliki medved in Lev. Ozvezdje je uvedel Johannes Hevel leta 1687. Glavni zvezdi  , ki ni najsvetlejša, so dali črko β.

## Znana nebesna telesa v ozvezdju

### Zvezde
- Precipa (46 LMi), oranžna skoraj zvezda orjakinja spektralnega razreda K0, razdalja približno 98 sv. l., navidezni sij 3,83m. Precipa nima Bayerje oznake in je Mali lev tako edino ozvezdje, katerega najsvetlejša zvezda nima v oznaki grške črke. Ima jo edino Beta.
- β LMi, ta zvezda orjakinja spektralnega razreda G8 ima v tem ozvezdju edina Bayerjevo oznako. Z navideznim sijem 4,21 m ni tudi najsvetlejša.
- R LMi, dolgoperiodična spremenljivka (spremenljivka vrste Mira), katere navidezni sij se spreminja od 6,3 do 13,2m v času 372,19 dni.
- 20 LMi, dvojna zvezda, oddaljena le 14,9 parsekov od Sonca. Njeno lastno gibanje je relativno veliko.